# فروشگاه مایکروسافت

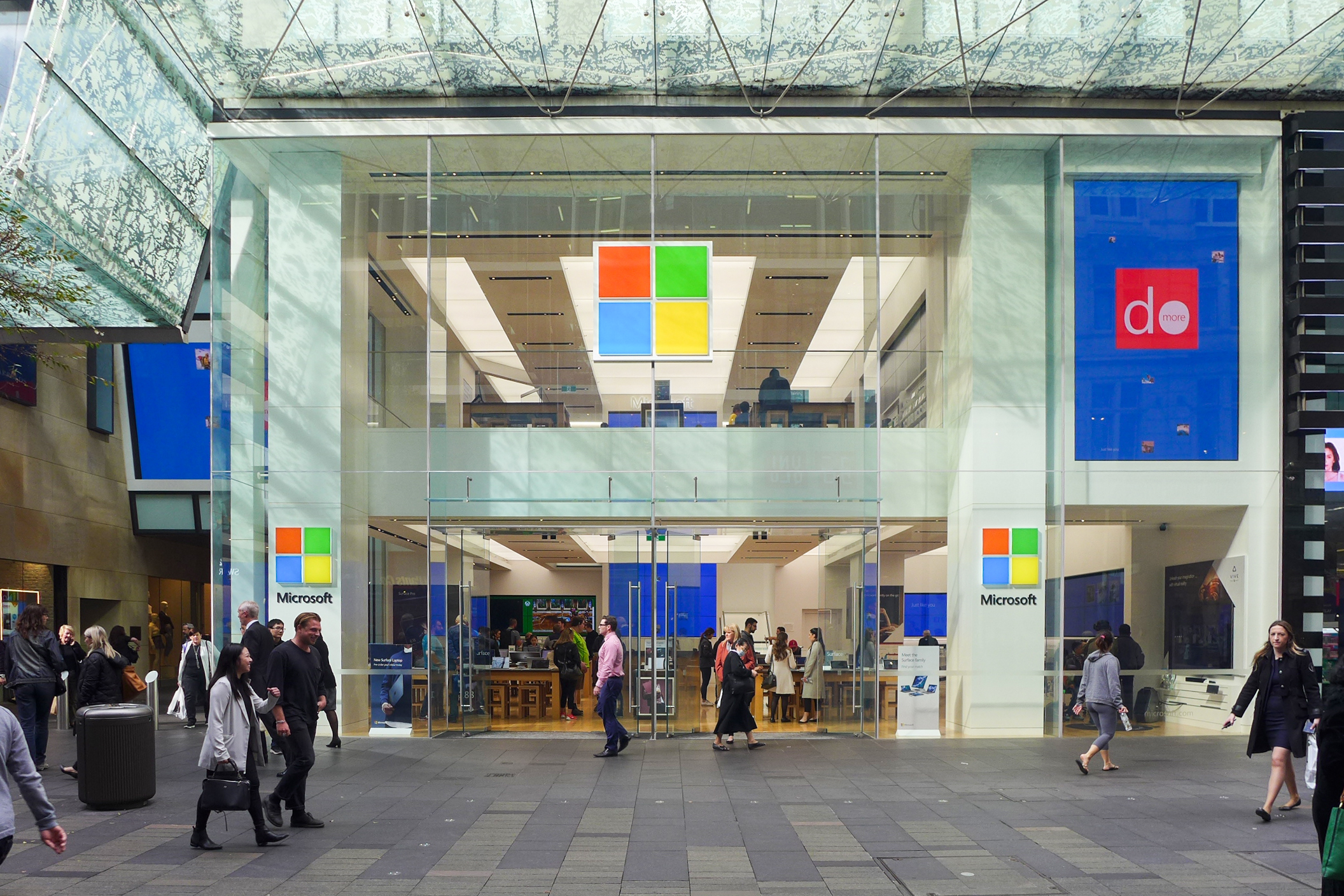
فروشگاه مایکروسافت در سیدنی

فروشگاه مایکروسافت (انگلیسی: Microsoft Store) یک فروشگاه زنجیره‌ای خرده‌فروشی و یک وبگاه فروش اینترنتی است که متعلق به Microsoft است و در آن به عرضه رایانه، نرم‌افزارهای رایانه‌ای و سایر لوازم الکترونیکی مصرفی می‌پردازد.
هدف از ایجاد این فروشگاه‌ها «بهبود تجربه خرید رایانه‌های شخصی مایکروسافت برای مصرف‌کنندگان در سراسر جهان و کمک به تصمیم‌گیری‌های آگاهانه‌تر مصرف‌کنندگان در مورد خرید رایانه و نرم‌افزارها» بیان شده‌است.